# Bulgarische Bischofskonferenz

Lage Bulgariens innerhalb Europas

Die Bulgarische Bischofskonferenz (bulgarisch Междуритуална епископска конференция в България; lateinisch Conferentia episcoporum interritualis Bulgariae) setzt sich aus den zwei Bischöfen der beiden immediaten Bistümern Bulgariens und der Eparchie Hl. Johannes XXIII. in Sofia in Bulgarien zusammen. 
Sie ist Mitglied im Rat der europäischen Bischofskonferenzen (CCEE).
Präsident der Bischofskonferenz ist Christo Projkow, Bischof der Eparchie Hl. Johannes XXIII. in Sofia (Byzantinischer Ritus), weitere Mitglieder sind der jeweilige Bischof von Nikopol, zuletzt bis zum September 2020 Petko Christow OFMConv, und der Bischof von Sofia-Plowdiw, derzeit Georgi Jowtschew.